# Milan Pavkov
Milan Pavkov (în sârbă Милан Павков; n. 9 februarie 1994) este un fotbalist sârb care joacă pe postul de atacant pentru echipa din Superliga Serbiei Steaua Roșie Belgrad.

## Cariera pe echipe

### ČSK Čelarevo
După ce a jucat pentru FK Novi Sad și FK Mladost Bački Petrovac, Pavkov s-a alăturat echipei ČSK Čelarevo pentru sezonul 2013-2014. În primul sezon pentru noul club, Pavkov a jucat 27 de meciuri și a marcat 8 goluri. După sezonul 2014-2015, în care Pavkov a terminat ca cel mai bun marcator al Ligii Serbiei Voivodina cu 18 goluri în 27 de meciuri, ČSK Čelarevo a promovat în cel de-al doilea eșalon al Serbiei.

### Voivodina
După meciuri bune făcute la ČSK Čelarevo, Pavkov a dat probe pentru Voivodina în vara anului 2015, cu care a semnat un contract. El a debutat în Superliga Serbiei într-un meci împotriva lui Mladost Lučani, jucat la 9 august 2015. La 2 iunie 2016, Pavkov și Vojvodina au reziliat contractul de comun acord.

### Radnički Niš
La 4 iulie 2016, Pavkov a semnat un contract pe trei ani cu Radnički Niš, din Superliga Serbiei. Pavkov a înscris 2 goluri împotriva lui Voždovac pe 10 septembrie 2016, fiind nominalizat pentru cel mai bun jucător al celui de-a opta etapă a Superligii. A marcat încă 3 goluri până la sfârșitul anului 2016, în meciurile împotriva lui Partizan, Rad și Steaua Roșie Belgrad.

### Steaua Roșie Belgrad
La începutul anului 2017, Pavkov s-a transferat la Steaua Roșie Belgrad semnând un contract pe doi ani și jumătate, cu Radnički primind 300.000 de euro în două tranșe. El a debutat intrând în locul lui Damien Le Tallec în minutul 85 al meciului împotriva lui Novi Pazar la 18 februarie 2017. El a marcat și un gol pentru echipa a doua a Stelei Roșii împotriva lui Kolubara. După ce a ratat restul sezonului din cauza unei accidentări, Pavkov s-a întors în echipă pentru sezonul următor. Pavkov a jucat primul meci în turul primei runde de calificare pentru UEFA Europa League 2017-2018, înlocuindu-l pe Richmond Boakye în ultimele minute ale meciului cu Floriana.
La 27 iulie 2017, Pavkov a fost împrumutat înapoi la Radnički Niš pentru un an. La 13 mai 2018, Pavkov a fost eliminat în meciul din deplasare cu Spartak Subotica, fiind primul cartonaș roșu din cariera sa la profesioniști. În timpul sezonului 2017-2018, Pavkov a înscris 23 de goluri în 33 de meciuri jucate, devenind al doilea marcator al sezonului, în spatele lui Aleksandar Pešić.
Revenind la Steaua Roșie în 2018, Pavkov a fost luat în cantonament cu clubul sub conducerea lui Vladan Milojević. După ce Aleksandar Pešić a părăsit clubul, Pavkov a fost numit în lotul de 20 de jucători pentru turul primei runde de calificare în Liga Campionilor 2018-2019 împotriva lui Spartaks Jūrmala. A intrat în acest meci înlocuindu-l pe Nikola Stojiljković, care se accidentase în minutul 18. Pe 12 august 2018, Pavkov a fost pentru prima dată titular pentru Steaua Roșie, când a marcat de două ori în victoria cu 3-0 asupra lui Spartak Subotica. Pe 6 noiembrie a marcat ambele goluri într-o victorie cu 2-0 împotriva lui Liverpool din grupele Ligii Campionilor. La 12 decembrie 2018, Pavkov a semnat prelungirea contractului cu Steaua Roșie până în decembrie 2022.

## Cariera internațională
Pavkov a fost chemat la echipa națională a Serbiei pentru prima dată în martie 2019 pentru meciurile împotriva Germaniei și Portugaliei, înlocuindu-l pe Aleksandar Prijović, care a fost nevoit să se retragă din echipă din cauza unei accidentări. El a debutat la 20 martie 2019 într-un meci cu Germania, înlocuindu-l pe Luka Jović. El a primit un cartonaș roșu în minutul 90 al meciului pentru un fault asupra lui Leroy Sané.

## Statistici privind cariera

### Club
| Club                    | Sezon         | Ligă                 | Ligă    | Ligă   | Cupă    | Cupă   | Continental | Continental | Altele  | Altele | Total   | Total  |
| Club                    | Sezon         | Divizie              | Meciuri | Goluri | Meciuri | Goluri | Meciuri     | Goluri      | Meciuri | Goluri | Meciuri | Goluri |
| ----------------------- | ------------- | -------------------- | ------- | ------ | ------- | ------ | ----------- | ----------- | ------- | ------ | ------- | ------ |
| ČSK Čelarevo            | 2013-2014     | Liga Sârbă Voivodina | 27      | 8      | -       | -      | -           | -           | -       | -      | 27      | 8      |
| ČSK Čelarevo            | 2014-2015     | Liga Sârbă Voivodina | 27      | 18     | -       | -      | -           | -           | -       | -      | 27      | 18     |
| ČSK Čelarevo            | Total         | Total                | 54      | 26     | -       | -      | -           | -           | -       | -      | 54      | 26     |
| Voivodina               | 2015-2016     | Superliga Serbiei    | 13      | 0      | 2       | 0      | 1           | 0           | -       | -      | 16      | 0      |
| Radnički Niš            | 2016-2017     | Superliga Serbiei    | 20      | 5      | 1       | 0      | -           | -           | -       | -      | 21      | 5      |
| Radnički Niš (împrumut) | 2017-2018     | Superliga Serbiei    | 33      | 23     | 1       | 0      | -           | -           | -       | -      | 34      | 23     |
| Radnički Niš (împrumut) | Total         | Total                | 53      | 28     | 2       | 0      | -           | -           | -       | -      | 55      | 28     |
| Steaua Roșie Belgrad    | 2016-2017     | Superliga Serbiei    | 1       | 0      | 0       | 0      | -           | -           | -       | -      | 1       | 0      |
| Steaua Roșie Belgrad    | 2017-2018     | Superliga Serbiei    | 0       | 0      | -       | -      | 1           | 0           | -       | -      | 1       | 0      |
| Steaua Roșie Belgrad    | 2018-2019     | Superliga Serbiei    | 13      | 5      | -       | -      | 8           | 2           | -       | -      | 17      | 7      |
| Steaua Roșie Belgrad    | Total         | Total                | 14      | 5      | 0       | 0      | 9           | 2           | -       | -      | 19      | 7      |
| Total carieră           | Total carieră | Total carieră        | 134     | 59     | 4       | 0      | 10          | 2           | -       | -      | 144     | 61     |

## Titluri
ČSK Čelarevo
- Liga a Treia (Voivodina): 2014-2015 [3]

Steaua Roșie Belgrad
- Superliga Serbiei: 2018-2019